# Legerwall
Mit Legerwall, auch Leegerwall, wird die Situation eines Wasserfahrzeuges beschrieben, in der dieses durch Wind, Seegang oder Strömung an eine Küste getrieben wird. Die damit verbundene Gefahr besteht darin, an einer Küste zu stranden, wenn das Boot durch die eigene Motorkraft oder durch Segeln nicht mehr gegen die Naturkräfte ankommt.
Der Begriff Legerwall geht aus einer typischen Bezeichnung einer Windsituation hervor. Lee ist die dem Wind abgewandte Seite eines Objektes, etwa eines Schiffes – der Gegensatz dazu ist Luv, die Seite, von der der Wind weht.
Legerwall ist damit neben der Situation „auf Legerwall geraten“ auch die nächste Küste in der Richtung, in die der Wind ein Objekt treibt, wenn es nicht selbst seine Abdrift durch geeignete Maßnahmen wie etwa Schwerter möglichst stark verringert.
Segelschiffe müssen kreuzen, um der Situation zu entkommen. Je schlechter die Kreuz, desto mehr Seeraum benötigt es, der an felsigen Küsten durch Riffe und an flachen Küsten durch Sandbänke eingeschränkt ist.
Flache Küsten bergen auf Legerwall eine tückische Gefahr. Da sich auf flache Küsten auflaufende Wellen in Form und Größe ändern, kann das Schiff trotz scheinbar ausreichender Wassertiefe mit großer Wucht auf dem Grund aufsetzen. Dies kann den Schiffsrumpf zerstören, während sich das Schiff noch weit von der rettenden Küste entfernt befindet.
An der deutschen Nordseeküste stellt Legerwall wegen der Gezeiten, des breiten Schelfs, der vorherrschenden Winde aus Westen, vorgelagerten Sandbänke und des hohen Verkehrsaufkommens eine besondere Gefahr dar. Die frühen segelnden Handelsschiffe waren wegen ihrer hohen Aufbauten und ihrer für die Kreuz ungünstigen Besegelung mit Rahsegeln, aber auch wegen der unzulänglichen navigatorischen Möglichkeiten besonders durch Legerwall gefährdet.
Auch moderne Segelyachten mit festem Kiel sind durch ihren großen Tiefgang bei Legerwall an flachen Küsten gefährdet.